# Amiri Yadav
Amiri Prasad Yadav (ur. 13 lipca 1959) – nepalski lekkoatleta, maratończyk, uczestnik Letnich Igrzysk Olimpijskich 1984.
Swój występ podczas Letnich Igrzysk Olimpijskich 1984 zaczął od razu od finału w biegu maratońskim. Zawodnik z Nepalu uzyskał czas 2:38:10 i przybiegł na metę jako 69. zawodnik (na 78 sklasyfikowanych, 29 zawodników nie ukończyło maratonu).

## Rekordy życiowe
| Dystans | Wynik (s) | Data |
| ------- | --------- | ---- |
| maraton | 2:21:33   | 1986 |